# Amir Falahen
Amir Falahen (* 15. März 1993 in Freiburg im Breisgau) ist ein deutsch-palästinensischer Fußballspieler. 

## Karriere
Falahen kam über den SV Hochdorf und den PTSV Jahn Freiburg 2009 als B-Jugendlicher zum SC Freiburg. Mit den A-Junioren des SC gewann er 2011 und 2012 den DFB-Junioren-Vereinspokal. Zur Saison 2012/13 rückte er in die Freiburger Regionalligamannschaft auf und erzielte in der Saison 2013/14 18 Treffer, als die Mannschaft die Saison als Vizemeister abschloss. Im Juli 2014 zog sich Falahen bei einem Testspiel des Profiteams einen Kreuzbandriss zu und fiel für mehr als ein halbes Jahr aus. Nach seiner Rückkehr im März 2015 gelangen dem Angreifer in der letzten elf Partien noch fünf Treffer. Zur Saison 2015/16 erhielt Falahen einen Profivertrag beim SC Freiburg und gab am 5. Februar 2016 bei der 0:2-Niederlage gegen den VfL Bochum als Einwechselspieler sein Debüt in der 2. Bundesliga. Damit war Falahen der erste Palästinenser, der jemals in einer der beiden obersten Spielklassen zum Einsatz gekommen ist.
Am 14. September 2017 schloss sich Falahen dem Drittligisten SC Fortuna Köln an. Bereits zwei Tage später, am 8. Spieltag, gab er beim 1:1-Unentschieden gegen den Halleschen FC sein Debüt, nachdem er in der 76. Minute für Manuel Farrona Pulido eingewechselt wurde.
Zur Saison 2018/19 wechselte Falahen zur zweiten Mannschaft von Fortuna Düsseldorf in die Regionalliga West. Nach nur einer Saison in Düsseldorf ging es für Falahen zurück in den Südwesten, er spielte von 2019 bis 2022 für den Regionalligisten Bahlinger SC. Im Januar 2023 schloss er sich dem Freiburger Amateurklub SvO Rieselfeld an. Zur Saison 2025/2026 wechselte Falahen zum SV Biengen in die Kreisliga A.

## Erfolge
- 2016: Meister der 2. Bundesliga und Aufstieg in die Bundesliga mit dem SC Freiburg